# Jorge Luis Borges
Jorge Luis Borges ( audio) (výslovnost [chorche lujs borches]; 24. srpna 1899 Buenos Aires – 14. června 1986 Ženeva) byl argentinský spisovatel, básník a esejista, který se proslavil svou inovativní a filozoficky hlubokou literaturou. Jeho práce často zkoumá témata jako jsou čas, realita a nekonečno. Borges byl známý pro své povídky a eseje, které kombinovaly fantastické prvky s metafyzikou a vytvářely komplexní a nadčasové příběhy. Jeho práce ovlivnila mnoho spisovatelů a čtenářů po celém světě a dodnes je považován za jednoho z nejvýznamnějších autorů 20. století.

## Biografie
Sice se narodil v Argentině, ale jeho rodiče, jimiž byli Leonor Rita Acevedo Suárez de Borges (1876–1975) a Jorge Guillermo Borges (1874–1938), se roku 1914 přestěhovali do Evropy, kde pak žili v Ženevě, v Itálii a ve Španělsku. V této době získal řadu kontaktů s různými avantgardními skupinami a směry (dadaismus, ultraisté).
Roku 1921 se vrátil do Argentiny, kde začal psát pro několik literárních a filozofických časopisů. Od roku 1938 se u něj projevily první příznaky slepnutí a roku 1955 oslepl zcela. V témže roce (1955) se stal ředitelem Národní knihovny v Buenos Aires a profesorem literatury na univerzitě v Buenos Aires.
Měl jednu sestru, Leonor Fanny Borges Acevedo, zvanou Norah Borges (1901–1998), jejímž manželem se stal španělský básník, literární kritik Guillermo de Torre (1900–1971).
Manželkou Jorge Luise Borgese byla argentinská spisovatelka a překladatelka María Kodama (1937–2023). Jorge Luis Borges zemřel v roce 1986 a byl pochován na hřbitově Cimetière des Rois v Ženevě.
Během svého života získal řadu významných literárních ocenění např. cenu Formentor, či Cervantesovu cenu.

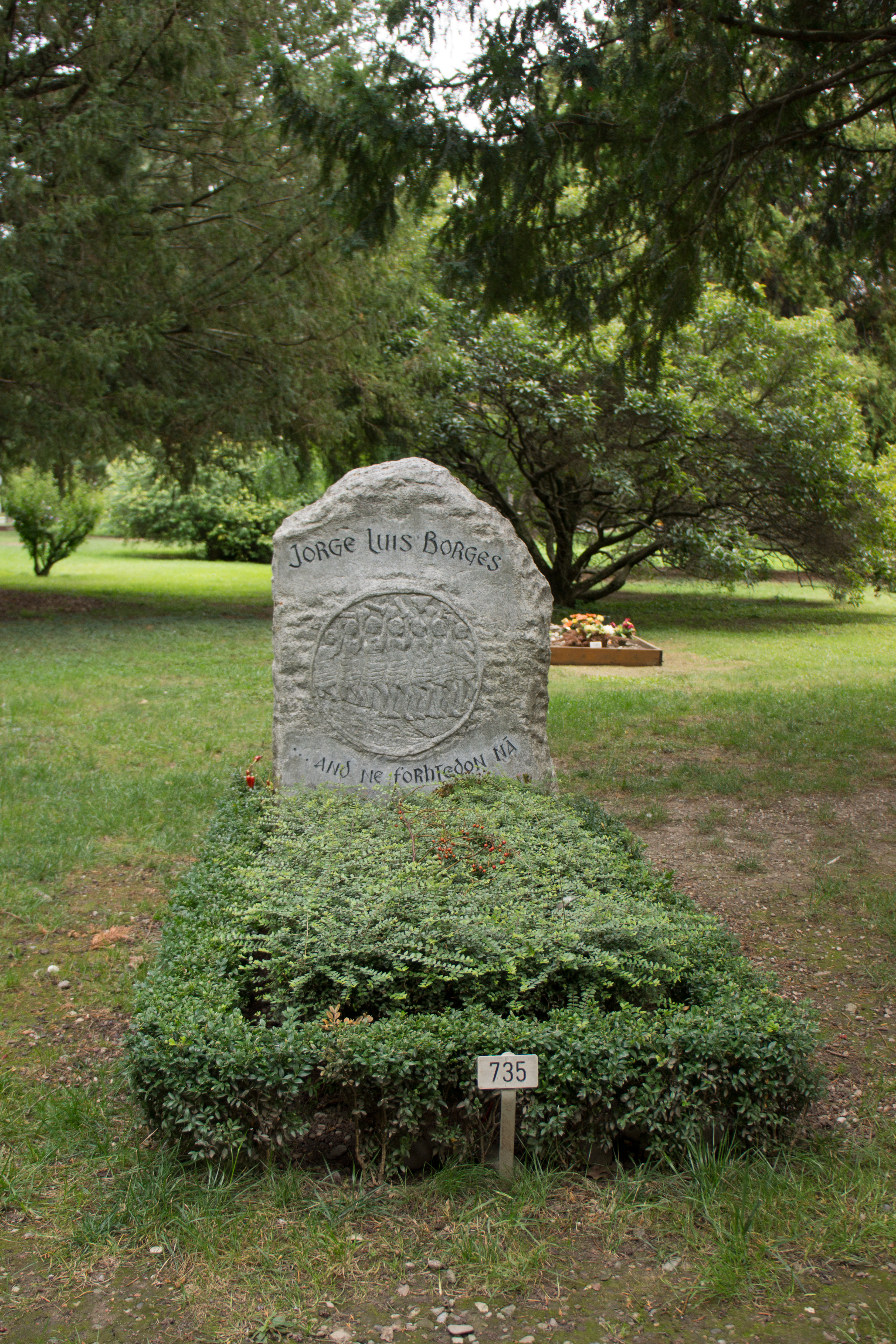
Jeho hrob na hřbitově Cimetière des Rois v Ženevě.

## Dílo
V díle tohoto autora se směšují jihoamerické a evropské vlivy. Jeho vyprávění je silně spojeno s esejistickými postupy (zabývá se problematikou jazyka, času, atp.). V roce 1949 prohlásil, že fantastickou literaturu charakterizují čtyři základní postupy: vytváření textu odkazujícího sama na sebe, cestování v čase, zpochybnění jedinečnosti postavy jako subjektu a prolínání snu a skutečnosti. Všechny tyto literární prostředky se v jeho díle objevují. Borges vypracoval proces parodie západní kultury. Nejvíce ho proslavila povídková tvorba, nesená v duchu magického realismu. Příběhy jejích protagonistů zachycují jen několik základních momentů života, mívají paradoxní vyústění. Charakteristické jsou rovněž disparátní výčty a přívlastky.
- Obecné dějiny hanebnosti (1935)
- Dějiny věčnosti (1936) – eseje
- Bábelská knihovna (1941) - česky vyšlo v Labyrint (Výbor západních vědecko-fantastických povídek ), SNKLU, Praha 1962
- Šest problémů pro dona Isidra Parodiho (1942) – napsáno ve spolupráci s A. Bioy Casaresem
- Fikce (1944) – česky vyšlo ve Spisy I (2009), nakladatelství Argo.
- Alef (1949) – česky vyšlo ve Spisy I (2009), nakladatelství Argo.
- El libro de los seres imaginarios (1968) – napsáno ve spolupráci s M. Guerrerovou, Kniha o imaginárních bytostech, česky vyšlo pod názvem „Fantastická zoologie“ (1988 Odeon, 1999 Hynek)
- Kniha z písku (1975) – česky vyšlo spolu s Brodiovou zprávou v knize „Zrcadlo a maska“ (1989), ISBN 80-207-0076-5
- Brodiova zpráva (1978) – česky vyšlo spolu s Knihou z písku v knize „Zrcadlo a maska“ (1989)
- Dvacátého pátého srpna (1983)

## Vyznamenání
- rytíř Řádu čestné legie (Francie, 1983)
- komandér Řádu umění a literatury (Francie, 1962)
- rytíř Řádu Bernarda O'Higginse (Chile, 1976)
- komtur s hvězdou Řádu islandského sokola (Island)
- velkodůstojník Řádu zásluh o Italskou republiku (Itálie, 27. prosince 1967)[3]
- velkokříž Řádu zásluh o Italskou republiku (Itálie, 30. října 1984)[4]
- velký záslužný kříž Záslužného řádu Spolkové republiky Německo (Německo, 1979)
- komtur Řádu peruánského slunce (Peru, 1965)
- velkodůstojník Řádu svatého Jakuba od meče (Portugalsko, 10. prosince 1981)[5]
- velkokříž Řádu svatého Jakuba od meče (Portugalsko, 16. listopadu 1984)[5]
- čestný důstojník Řádu britského impéria (Spojené království)
- velkokříž Řádu Alfonse X. Moudrého (Španělsko, 1983)

## Rodinná fotogalerie

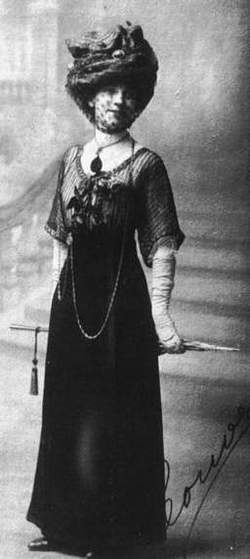
Leonor Rita Acevedo Suárez de Borges (1876–1975), matka J. L. Borgese a Leonor Fanny Borges Acevedo (alias 'Norah')
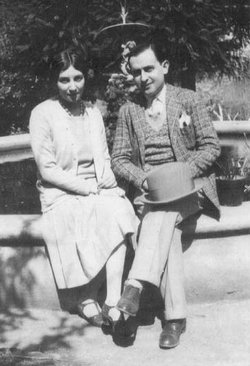
'Norah' Borges (1901-1998) a její manžel Guillermo de Torre (1900–1971)
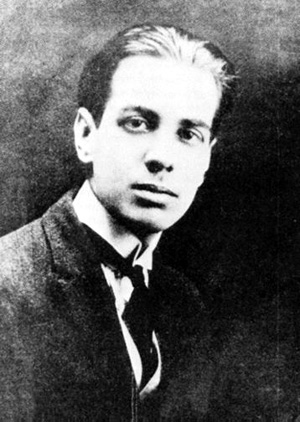
Jorge Luis Borges (1921)
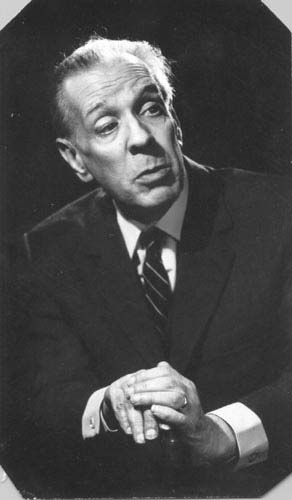
Jorge Luis Borges
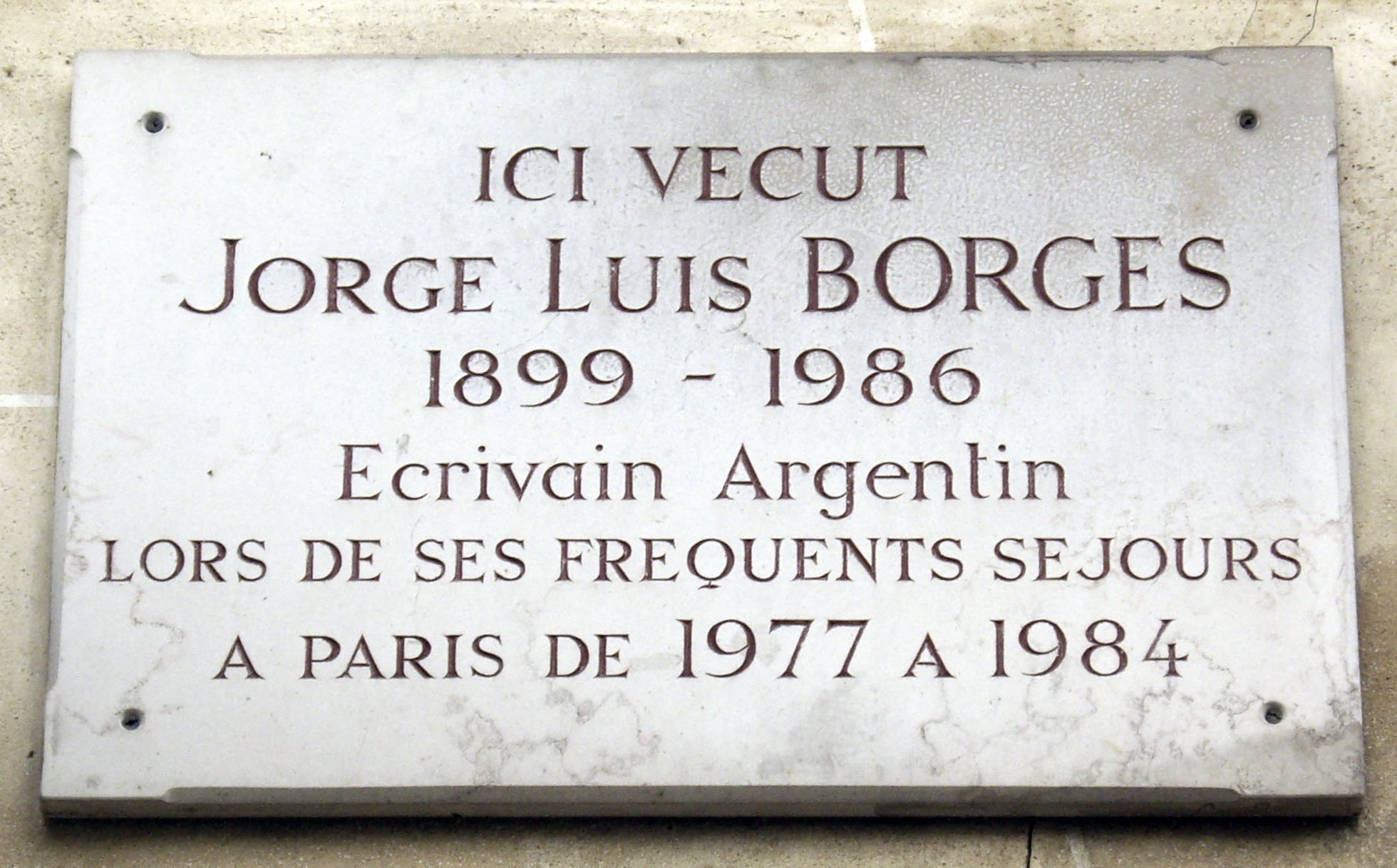
Pamětní deska v Paříži (13 rue des Beaux-Arts, Paris 6e)
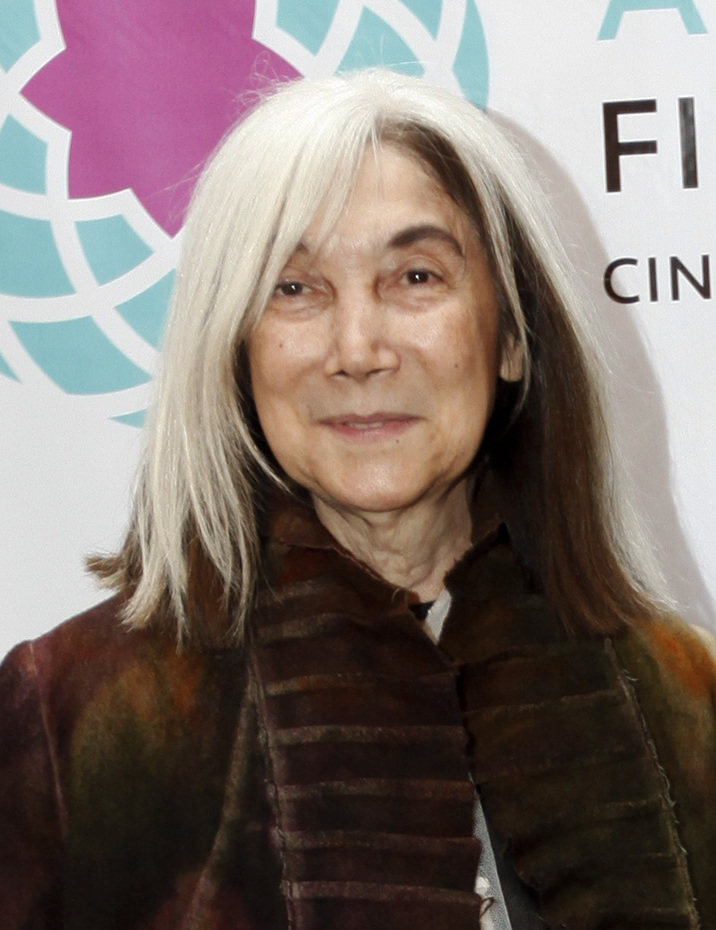
Jeho žena María Kodama
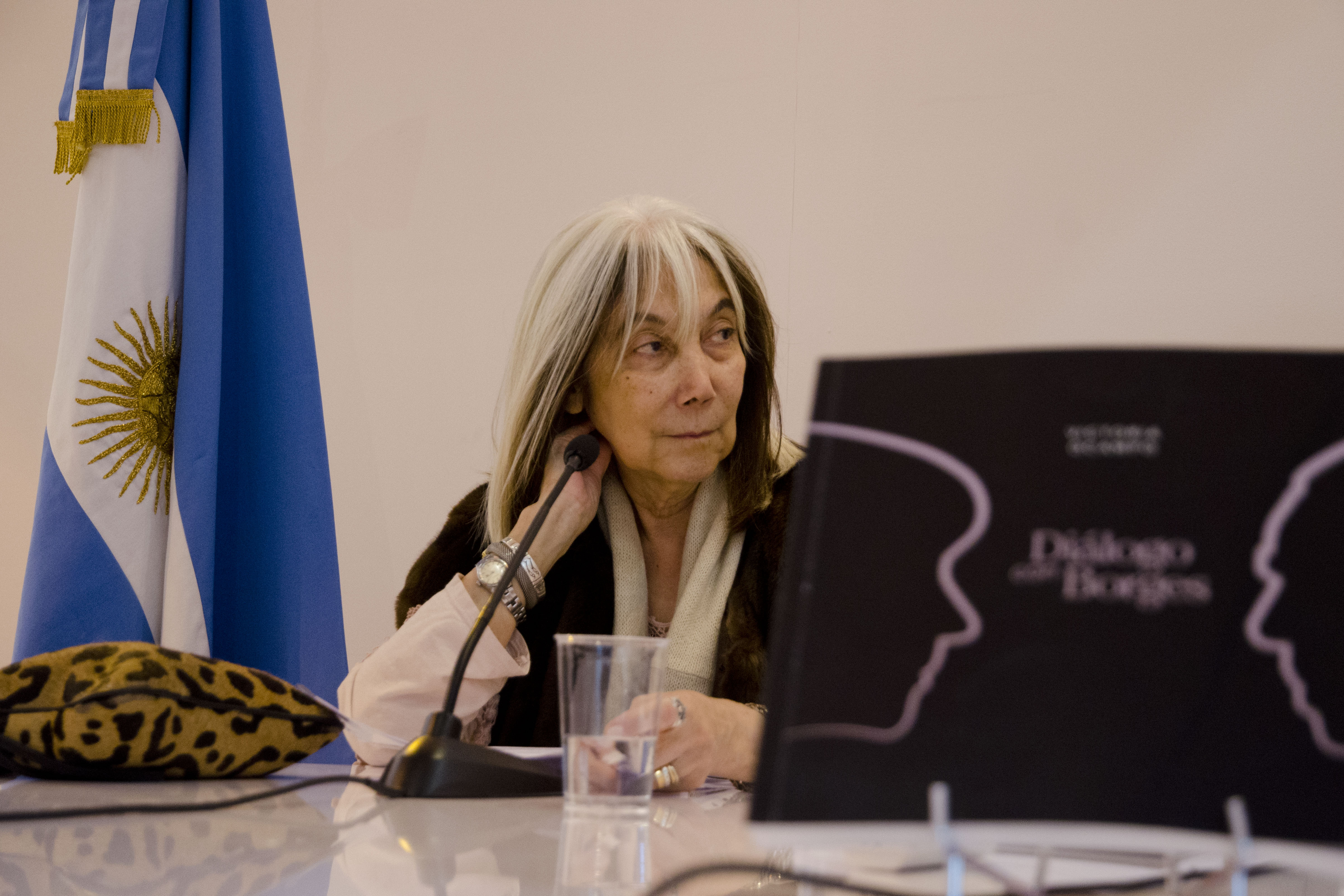
María Kodama při prezentaci knihy „Diálogo con Borges (Ocampo, V.)'“ v roce 2014 v Paříži